# Harghita (distrikt)
Harghita  (rumænsk udtale: [harˈɡita]  ( hør), ungarsk: Hargita megye, (ungarsk udtale: [ˈhɒrɡitɒ]) er et distrikt (județ) i Transsylvanien i Rumænien med 702.755 (2002) indbyggere. Hovedstad er byen Miercurea-Ciuc.
Distriktet blev skabt i 1968 i forbindelse med reorganiseringen af den rumænske administrative inddeling. Tidligere var dette område en del af Magyarernes autonome region.

## Byer
- Miercurea-Ciuc
- Gheorgheni
- Odorheiu Secuiesc
- Topliţa
- Băile Tuşnad
- Bălan
- Borsec
- Cristuru Secuiesc
- Vlăhiţa

## Kommuner
- Atid
- Avrămeşti
- Bilbor
- Brădeşti
- Căpâlniţa
- Cârţa
- Ciceu
- Ciucsângeorgiu
- Ciumani
- Corbu
- Corund
- Cozmeni
- Dăneşti
- Dârjiu
- Dealu
- Ditrău
- Feliceni
- Frumoasa
- Gălăutaş
- Joseni
- Lăzarea
- Leliceni
- Lueta
- Lunca de Jos
- Lunca de Sus
- Lupeni
- Mădăraş
- Mărtiniş
- Mereşti
- Mihăileni
- Mugeni
- Ocland
- Păuleni-Ciuc
- Plăieşii de Jos
- Porumbenii
- Praid
- Racu
- Remetea
- Săcel
- Sâncrăieni
- Sândominic
- Sânmartin
- Sânsimion
- Sântimbru
- Sărmaş
- Satu Mare
- Secuieni
- Siculeni
- Şimoneşti
- Subcetate
- Suseni
- Tomeşti
- Tulgheş
- Tuşnad
- Ulieş
- Vărşag
- Voşlăbeni
- Zetea

## Demografi
46°22′N 25°48′Ø / 46.36°N 25.8°Ø